# Русская Беседа (санкт-петербургский журнал)
«Ру́сская бесе́да» — ежемесячное литературно-политическое периодическое печатное издание Российской империи издававшееся в конце XIX века.
«Русская беседа» переименовано из журнала В. С. Драгомирецкого «Галицко-Русский Вестник», выходившего в Санкт-Петербурге в 1894 году.
Под новым названием журнал выходил в столице Российской империи городе Санкт-Петербурге в 1895—1896 годах. Издателями журнала «Русская Беседа» были Афанасий В. Васильев, В. С. Драгомирецкий и Е. А. Евдокимов, редактором — В. С. Драгомирецкий, вышедший в 1896 году из состава издателей. Главным сотрудником был Сергей Фёдорович Шарапов.
Направление журнала было славянофильско-народническое. Журнал приостановился после выхода из состава сотрудников С. Ф. Шарапова, предпринявшего в 1897 году издание своего журнала «Русский Труд».
Приложением к «Русской Беседе» служил ежемесячный журнал «Благовест», редактором которого был Ф. В. Четыркин.